# Caloptilia violacella
Caloptilia violacella là một loài bướm đêm thuộc họ Gracillariidae. Nó được tìm thấy ở Hoa Kỳ (bao gồm Illinois, Missouri, Florida, Georgia, Kentucky, Maine, Maryland, New York và Texas).
Sải cánh dài khoảng 10 mm.
Ấu trùng ăn Cajanus cajan, Desmodium species (bao gồm Desmodium rotundifolium) và Meibomia dillenii. Chúng ăn lá nơi chúng làm tổ.